# Ross Bagdasarian
Rostom Sipan Bagdasarian, detto Ross (Fresno, 27 gennaio 1919 – Beverly Hills, 16 gennaio 1972), è stato un pianista, attore e musicista statunitense.

## Biografia
Di origine armena, nel 1958 fu il creatore del gruppo musicale immaginario a cartoni animati Alvin and the Chipmunks. Nel gruppo dava la voce al personaggio di David Seville, il cui nome venne concepito dall'autore durante la seconda guerra mondiale, quando era di stanza nella città di Siviglia.
Apparve in alcune produzioni hollywoodiane degli anni cinquanta, tra le quali La finestra sul cortile (1954), nel quale il regista Alfred Hitchcock gli affidò il ruolo di un compositore in crisi creativa, che occupa uno degli appartamenti osservati da L.B. Jeffries (James Stewart) dalla propria finestra al Greenwich Village.E morto a 52 anni il 16 gennaio 1972

## Filmografia parziale
- Destinazione Mongolia (Destination Gobi), regia di Robert Wise (1953)
- Stalag 17, regia di Billy Wilder (1953)
- Nei mari dell'Alaska (Alaska Seas), regia di Jerry Hopper (1954)
- La finestra sul cortile (Rear Window), regia di Alfred Hitchcock (1954)
- Anche gli eroi piangono (The Proud and the Profane), regia di George Seaton (1956)
- I violenti (Three Violent People), regia di Rudolph Maté (1956)
- La curva del diavolo (The Devil's Hairpin), regia di Cornel Wilde (1957)
- Acque profonde (The Deep Six), regia di Rudolph Maté (1958)

## Doppiatori italiani
- Vinicio Sofia in Anche gli eroi piangono